# トイライ県
トイライ県（トイライけん、ベトナム語：Huyện Thới Lai / 縣泰來）は、ベトナム社会主義共和国のカントー市に存在する区 (郡)。面積は255.66 km²、人口は148,000人（2018年）である。

## 行政
トイライ県は1市鎮12社を管轄している。
- トイライ市鎮（Thới Lai / 泰来）
- ディンモン社（Định Môn / 定門）
- ドンビン社（Đông Bình / 東平）
- ドントゥアン社（Đông Thuận / 東順）
- タンタイン社（Tân Thạnh / 新盛）
- トイタン社（Thới Tân / 泰新）
- トイタイン社（Thới Thạnh / 泰盛）
- チュオンタン社（Trường Thắng / 長勝）
- チュオンタイン社（Trường Thành / 長城）
- チュオンスアン社（Trường Xuân / 長春）
- チュオンスアンA社（Trường Xuân A / 長春A）
- チュオンスアンB社（Trường Xuân B / 長春B）
- スアンタン社（Xuân Thắng / 春勝）